# 기야마 고헤이
기야마 고헤이(일본어: 喜山 康平, 1988년 2월 22일 ~ )는 일본의 축구 선수이다. 현재 J3리그의 마쓰모토 야마가 FC에서 뛰고 있다.

## 구단 경력
그는 2006년부터 J리그의 도쿄 베르디, 파지아노 오카야마, 마쓰모토 야마가 FC에서 뛰었다.